# Amanita magnivelaris
Amanita magnivelaris es una especie de hongo basidiomiceto venenoso del género Amanita, familia Amanitaceae. Esta especie de hongo, fue descrita por Charles Horton Peck. Se encuentran en el estado de Nueva York (Estados Unidos) y en el sureste de Canadá.